# Vasyl Oleksandrovych Sukhomlynsky
Oleksandrovych Sukhomlynsky Vasyl (tiếng Ukraina: Василь Олександрович Сухомлинський; tiếng Nga: Василий Александрович Сухомлинский) (* 28 tháng 9 năm 1918 - † ngày 2 tháng 9 năm 1970) là một nhà giáo dục nhân văn người Ukraina (thuộc Liên Xô cũ) đã thấy mục đích của giáo dục trong việc tạo ra con người nhân văn thật sự.
Sukhomlynsky sinh ra trong một gia đình nông dân ở làng Omelnyk, Vasyliv volost của Oleksandria uyezd (ngày nay Onufriyiv Raion của Kirovohrad Oblast tại Ukraina). Năm 1933 cậu hoàn thành khóa học tiểu học sau đó mẹ đưa cậu Kremenchuk nơi anh nhập học vào một trường cao đẳng y tế địa phương (tekhnikum). Tuy nhiên, ông bỏ học y tế và ghi danh vào Robitfak mà ông hoàn thành trong thời gian ngắn hạn. Năm 1935 bắt đầu làm giáo viên không xa làng quê. Năm 1938 Sukhomlynsky vào học Viện Sư phạm Poltava và tốt nghiệp cùng năm.